# Alberto Piccinini
Alberto Piccinini (ur. 25 stycznia 1923 w Rzymie; zm. 24 kwietnia 1972 w Rzymie) – włoski piłkarz, grający na pozycji napastnika, trener piłkarski.

## Kariera piłkarska

### Kariera klubowa
Wychowanek klubu Roma. W 1942 rozpoczął karierę piłkarską w drużynie Avia. W 1944 wrócił do Romy. Potem występował w klubach Salernitana i Palermo. W latach 1949–1953 bronił barw Juventusu, z którym dwukrotnie zdobył mistrzostwo Włoch. Następnie do 1957 grał w klubach Milan, ponownie Palermo i Avezzano.

### Kariera reprezentacyjna
30 listopada 1949 roku debiutował w narodowej reprezentacji Włoch w meczu przeciwko Anglii (0:2). Łącznie zagrał w 5 meczach międzynarodowych.

## Kariera trenerska
Jeszcze będąc piłkarzem w 1955 roku rozpoczął pracę trenerską w Palermo. Zmarł w 1972 roku w wieku 49 lat z powodu nieuleczalnej choroby.

## Sukcesy i odznaczenia

### Sukcesy klubowe
Salernitana
- mistrz Serie B: 1946/47 (gr. C)

Juventus
- mistrz Włoch: 1949/50, 1951/52